# هسكي ألسكي
هسكي ألسكي أو هسكي ألسكة هو سلالة من كلاب المزلقة متوسطة الحجم هُجِّنت خصيصًا لهذا الغرض.

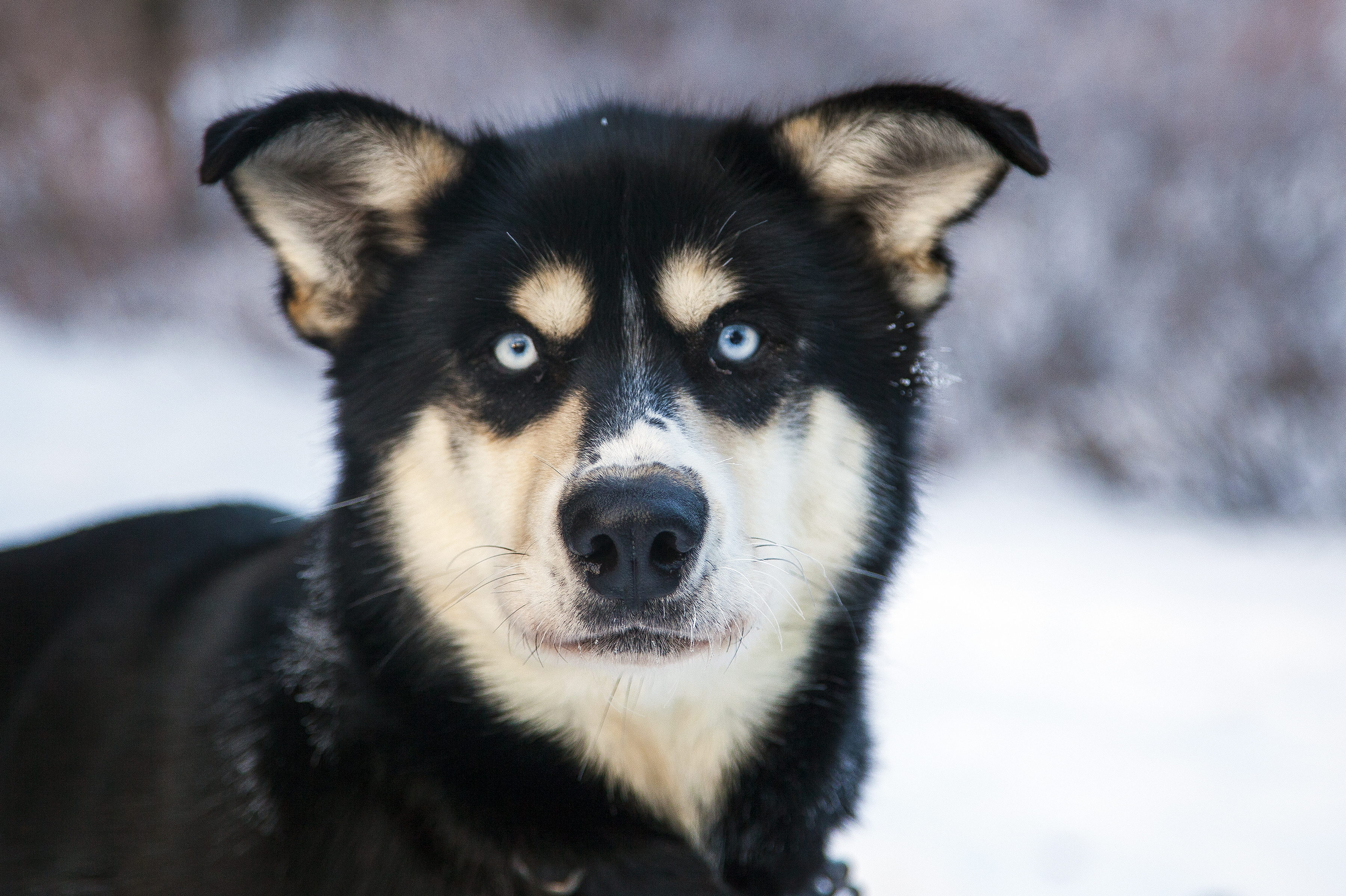
هسكي ألسكي ذو عيون زرق ، وهي سمة مشتركة في سلالة هسكي سيبرية المساهمة في السلالة

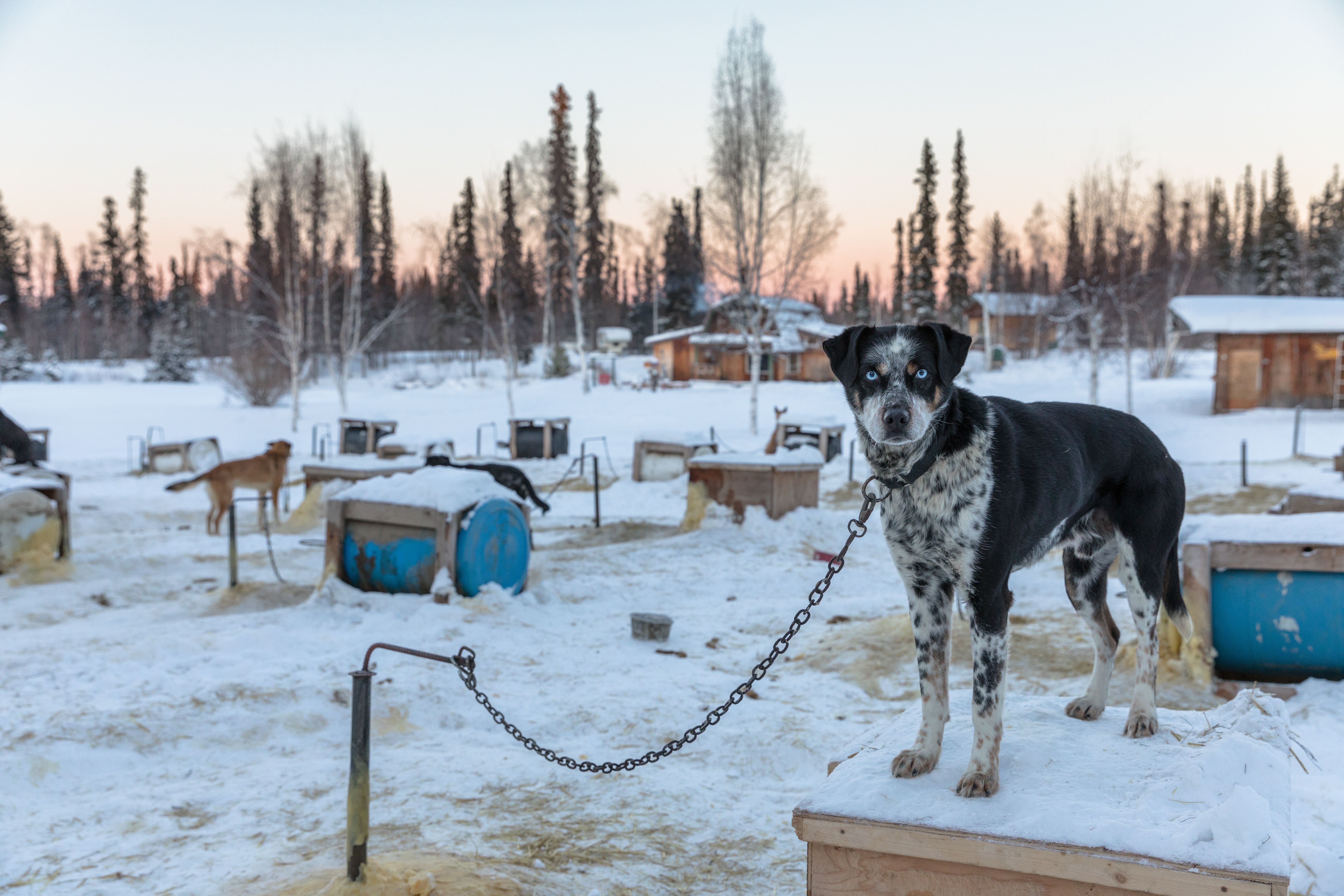
هسكي ألَسكي يقف على بيته